# Thomas Satterwhite Noble

Thomas Satterwhite Noble

Thomas Satterwhite Noble (* 29. Mai 1835 in Lexington, Kentucky; † 27. April 1907 in New York City) war ein US-amerikanischer Historien-, Genre-, Porträt- und Landschaftsmaler sowie Hochschullehrer. Er war der erste Leiter der 1869 gegründeten McMicken School of Design. Unter seinem Direktorat ging 1887 aus dieser Kunstschule die Art Academy of Cincinnati hervor. 

## Leben
Noble war ältestes Kind von Thomas Hart Noble (≈1816–1870), eines sklavenhaltenden Inhabers einer Hanfseil- und Sack-Manufaktur, und dessen Ehefrau Rosamond Clarke Johnson (1808–1847). In seiner Vaterstadt besuchte er die Transylvania University. Früh interessierte er sich für das Zeichnen. In Louisville, Kentucky, ging er 1852 in das Atelier des Porträt- und Historienmalers Samuel Woodson Price (1828–1918). In dieser Zeit dürfte er auch die Arbeit von Joseph Rusling Meeker (1827–1888), eines Vertreters der Hudson River School, kennengelernt haben, der von 1852 bis 1859 in Louisville wirkte, ferner Werke des bekannten Genremalers George Caleb Bingham, der im Frühjahr 1853 dort sein Gemälde The County Election ausstellte. Ende 1853 besuchte Noble erstmals das Kunstzentrum New York City. Dort besuchte er die Galerien der Stadt und wurde Freund des Landschaftsmalers George Inness. Danach wurde Noble von seinem Vater nach St. Louis geschickt, um dort in einem Geschäft zu arbeiten.
Im Juni 1856 reiste er mit einem Empfehlungsschreiben von Edward Harrison May (1824–1887) nach Paris, um für einige Jahre Schüler von Thomas Couture zu werden. Dort profilierte er sich als „most impressive of Couture’s American generalists“. Hinweise deuten darauf hin, dass er in dieser Zeit auch andere europäische Kunstzentren besuchte, etwa Düsseldorf. 1859 kehrte Noble in die Vereinigten Staaten zurück, nach Rock Spring bei St. Louis, wo sein Vater mittlerweile einen Lebensmittelhandel betrieb, in dem Noble fortan mitarbeitete. Außer gelegentlichen Zeichnungen und Porträtaufträgen war er künstlerisch in dieser Phase kaum aktiv.
Als 1861 der Sezessionskrieg begann, trat er für drei Jahre der Kavallerie im Heer der Konföderierten Staaten von Amerika bei, obwohl er kein Anhänger der Sklavenhaltung war. Nachdem er eine Weile in Camden, Arkansas, als Zeichner an der Entwicklung von Gewehren gearbeitet hatte, wurde er zu einem Hauptmann im Stab von General Henry Watkins Allen versetzt. Dort war er unter anderem an der Entwicklung und am Betrieb einer Pontonbrücke beteiligt. Gegen Ende des Krieges, am 10. Juli 1865, wurde er in New Orleans mit einer Skizzenmappe voller Kriegserlebnisse in die Heimat entlassen.

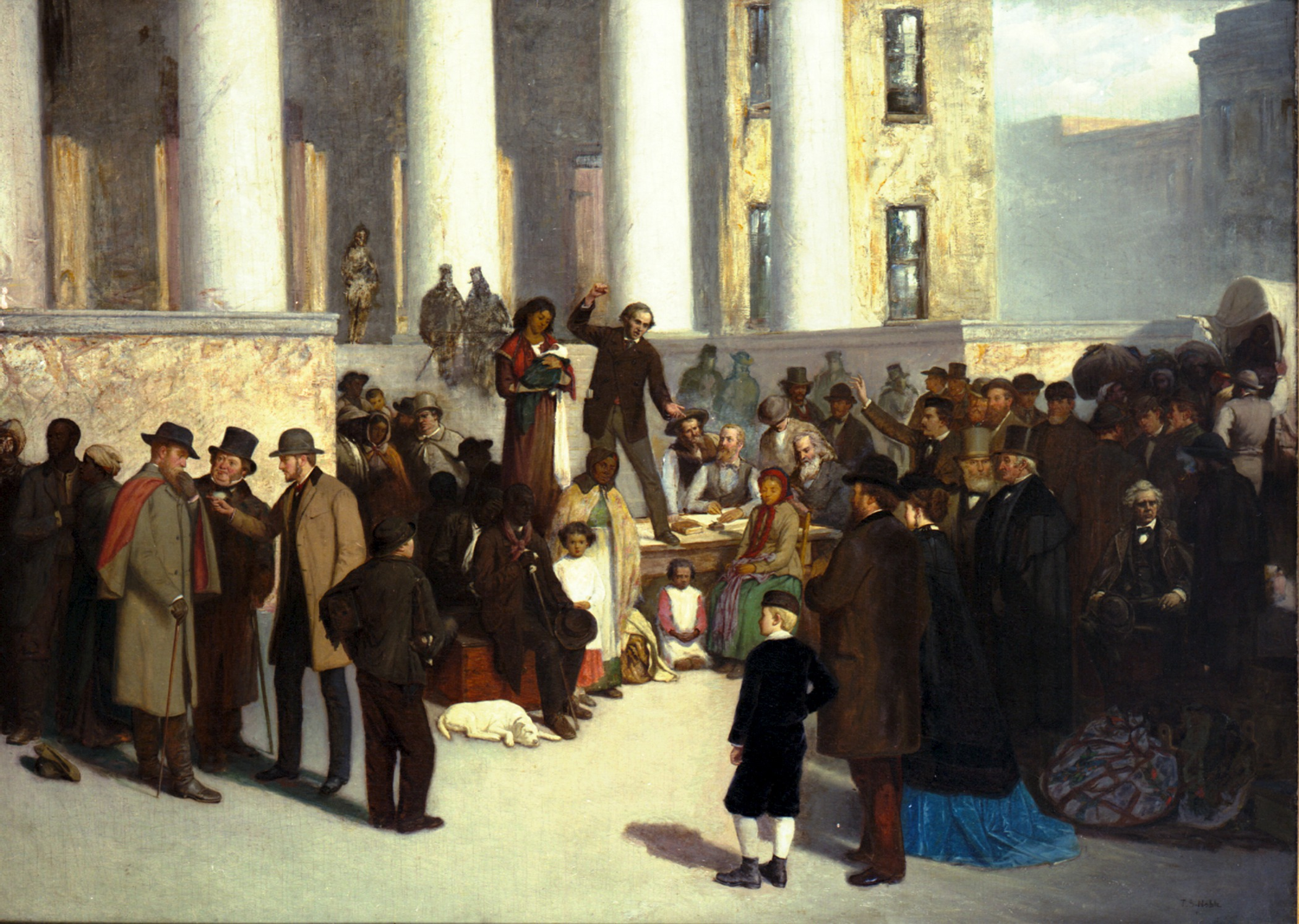
The Last Sale of Slaves in St. Louis, 1870, Replik des Gemäldes The Slave Mart, 1865

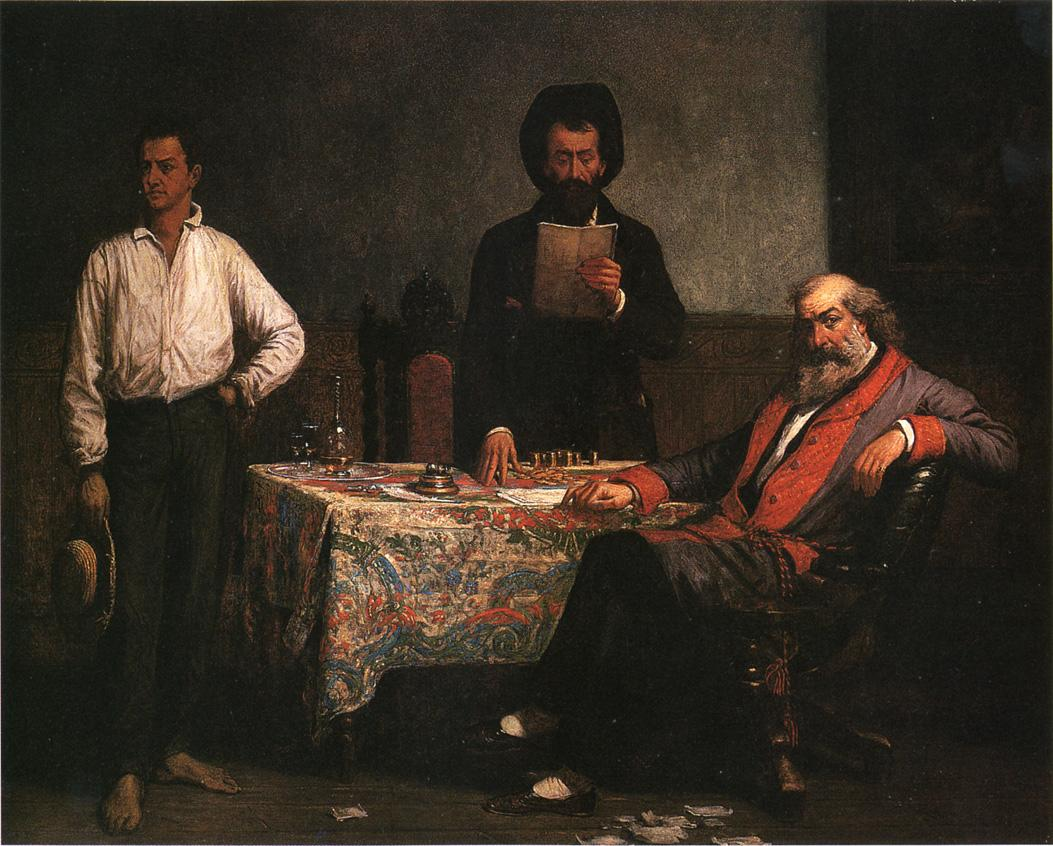
The Price of Blood (A Planter Selling His Son), 1868

Bald eröffnete er in St. Louis ein Atelier für Porträtmalerei, zog aber schon im Oktober 1866 nach New York City, wo er im Dodworth Building an der Fifth Avenue mit Henry Augustus Loop (1831–1895), einem Mitschüler aus dem Studium bei Couture, ein Atelier hatte. In New York erzielte Noble mit seinem Bild The Slave Mart (Der Slavenmarkt) beim Publikum und bei der Kunstkritik einen großen Erfolg. Dieses Bild, das an Coutures Les Romains de la décadence (1847) anknüpft, war 1865 in St. Louis entstanden. Es wurde in einer Ausstellung an der National Academy of Design in New York, anschließend in einer Galerie in Boston, in der Rotunde des Kapitols in Washington, D.C. und in einer Ausstellung in Chicago gezeigt, ehe für 10.000 Dollar von dem Chicagoer Millionär William B. Howard (1832–1898), einem Freund Nobles, angekauft wurde. Das Gemälde ging 1875 bei einem Brand in Chicagos Langham Hotel verloren. 1870 malte Noble unter dem Titel The Last Sale of Slaves in St. Louis eine Replik, die sich im Missouri History Museum St. Louis befindet. Der Erfolg des Motivs trug Noble 1867 als erstem Auswärtigen die Wahl zum Mitglied der Chicago Academy of Fine Arts ein. Im gleichen Jahr wurde er zum associate der National Academy of Design gewählt. In der Folge schuf er weitere Gemälde zum Themenkreis der Sklaverei: John Brown Led to Execution/John Brown’s Blessing (1867), Margaret Garner/Die moderne Medea (1867), The Price of Blood/A Planter Selling His Son (1868). Der finanzielle Ertrag des künstlerischen Erfolgs setzte ihn in die Lage, am 21. Mai 1868 Mary Caroline Hogan aus Memphis zu heiraten, mit der er sich drei Jahre zuvor in St. Louis verlobt hatte.

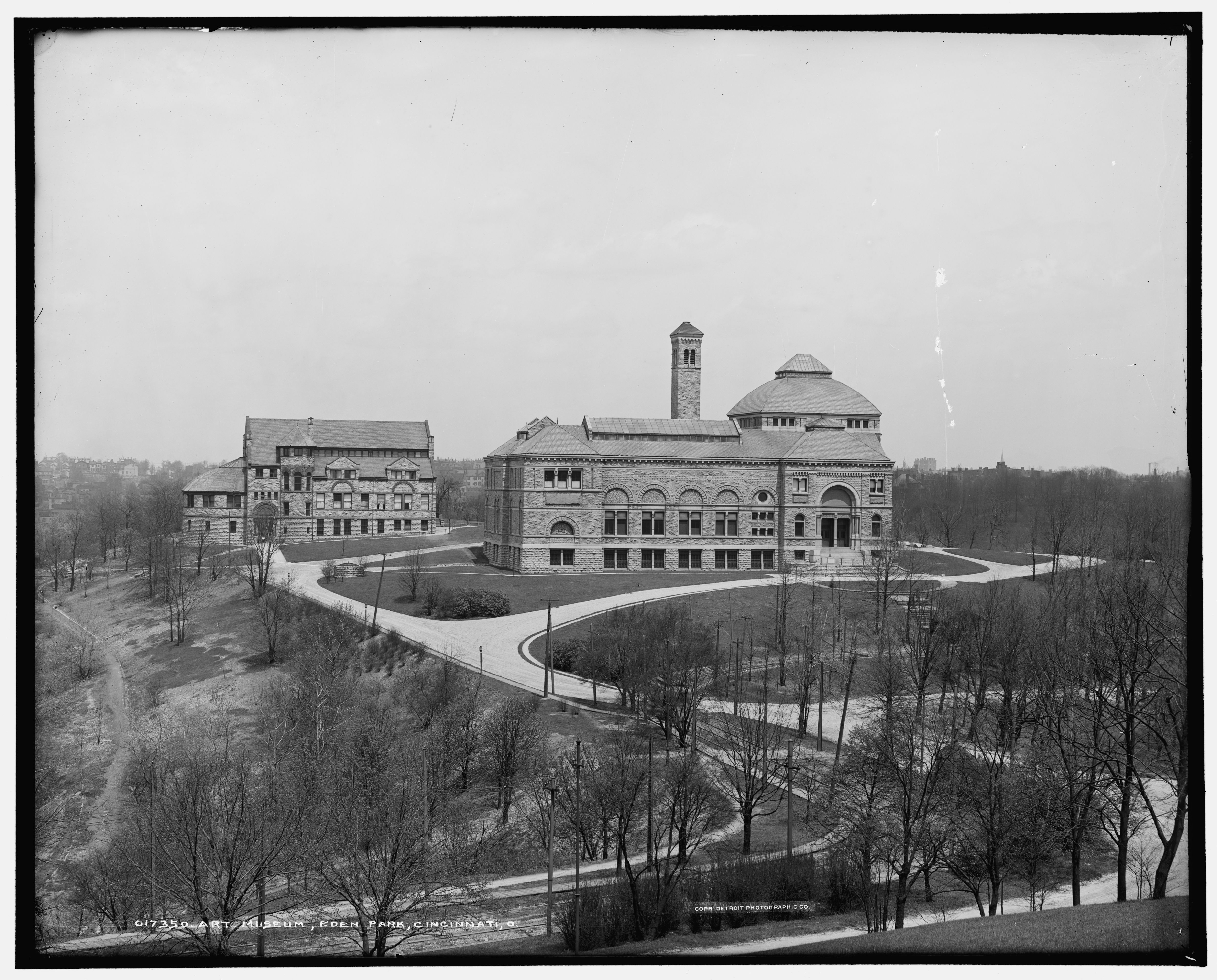
Art Academy of Cincinnati und Cincinnati Art Museum um 1900

Als die 1869 gegründete Yale School of Fine Arts ein Mitglied der National Academy of Design als ihren Direktor und Lehrer für Malerei suchte, wurde er von Daniel Huntington für diesen Posten vorgeschlagen, doch bereits Ende 1868 hatte Noble sich dazu entschlossen, erster Leiter der zum 4. Januar 1869 öffnenden McMicken School of Art in Cincinnati zu werden, welche sich bald als eine führende Kunstschule der Vereinigten Staaten zu etablieren begann und 1887 unter Nobles Direktorat zur Art Academy of Cincinnati avancierte. Ihre Schülerinnen und Schüler erlernten nicht nur das Zeichnen und Malen, sondern wurden auch in der kunsthandwerklichen Bearbeitung von Holz sowie im Entwurf von Tapeten und Teppichen geschult.
Sein Lehramt an der McMicken School of Art unterbrach Noble in den Jahren 1881 bis 1883 zu einem Studienaufenthalt in München. An der Königlichen Akademie der Bildenden Künste wurde er Mitglied der Malklasse für Fortgeschrittene unter Alexander von Wagner. Auch besuchte er die Klasse von Carl Theodor von Piloty. Bevor er nach Cincinnati zurückkehrte, bereiste er Italien, Frankreich, Belgien und England. Mitte 1894 reiste er erneut nach Europa. In Paris arrangierte er mit Rodolphe Julian einen regelmäßigen Auslandsaufenthalt von Studenten aus Cincinnati in der Académie Julian.
Im Herbst 1904 ging er in den Ruhestand und zog nach Bensonhurst, Long Island, New York. 1907, im Alter von 71 Jahren, verstarb er im NewYork-Presbyterian Hospital, nachdem er sich dort einer Operation unterzogen hatte. Seine Tochter Lillian ließ ihn auf der Spring Grove Cemetery in Cincinnati bestatten.
Noble war Mitglied des Cincinnati Sketch Club und des Cincinnati Art Club, ferner Ehrenmitglied der
Society of Western Artists. Sein Nachfolger als Leiter der Art Academy of Cincinnati wurde Frank Duveneck.